# Afronurus hunanensis
Afronurus hunanensis is een haft uit de familie Heptageniidae. De wetenschappelijke naam van de soort is voor het eerst geldig gepubliceerd in 1991 door Zhang & Cai.
De soort komt voor in het Oriëntaals gebied.